# Medical Corps (United States Navy)

Siegel des Navy Medical Corps

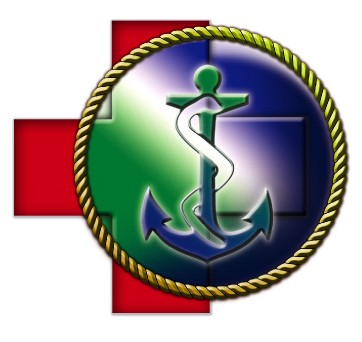
Emblem des Navy Medical Corps

Das Medical Corps (United States Navy) der US Navy ist in vier Kommandobereiche gegliedert und sichert die medizinische Versorgung der Navy-Angehörigen.
Kommandeur der Navy Medicine ist der Surgeon General of the Navy and Chief, Bureau of Medicine and Surgery (BUMED) mit Amtssitz in Bethesda (Maryland).
Neben den vier Kommandobereichen ist dem BUMED auch fachlich bzw. militärisch unterstellt:
- Medical Inspector General
- Navy Dental Corps
- Navy Nurse Corps
- Navy Hospital Corps
- Navy Medical Corps
- Navy Medical Service Corps
- Navy Chaplain Corps

Der Medical Inspector General ist gleichzeitig Kommandeur des Navy Nurse Corps. Derzeit ist es Rear Admiral Christine M. Bruzek-Kohler, Director of the Navy Nurse Corps und Naval Medical Inspector General.
Der derzeitige Kommandeur des Navy Dental Corps ist Rear Admiral Richard C. Vinci. Administrativ ist auch das Navy Chaplain Corps dem BUMED unterstellt. Derzeit ist Rear Admiral Robert F. Burt Chief of Navy Chaplains. Der derzeitige Kommandeur des Navy Medical Corps ist Rear Admiral Adam Robinson. Der Kommandeur des Medical Service Corps ist Rear Admiral Brian Brannman.

## Kommandobereiche 1
- Navy Medicine West (NMW) in San Diego
- Navy Medicine East (NME) in Portsmouth

| Kommando | Einheit                                       |
| -------- | --------------------------------------------- |
| NMW      | Naval Medical Center, San Diego, Kalifornien  |
| NMW      | Naval Hospital, Camp Pendleton, Kalifornien   |
| NMW      | Naval Hospital, Bremerton, Washington         |
| NMW      | Naval Hospital, Oak Harbor, Washington        |
| NMW      | Naval Hospital, Lemoore, Kalifornien          |
| NMW      | Naval Hospital, Twentynine Palms, Kalifornien |
| NMW      | U.S. Naval Hospital, Guam                     |
| NMW      | U.S. Naval Hospital, Yokosuka, Japan          |
| NMW      | U.S. Naval Hospital, Okinawa, Japan           |
| NMW      | U.S. Naval Hospital Clinic, Hawaii            |
| NME      | Naval Medical Center, Portsmouth, Virginia    |
| NME      | Naval Hospital, Camp Lejeune, North Carolina  |
| NME      | Naval Hospital, Cherry Point, North Carolina  |
| NME      | Naval Hospital, Beaufort, South Carolina      |
| NME      | Naval Hospital, Charleston, South Carolina    |
| NME      | Naval Hospital, Jacksonville, Florida         |
| NME      | Naval Hospital, Pensacola, Florida            |
| NME      | Naval Hospital, Corpus Christi, Texas         |
| NME      | Naval Hospital, Great Lakes, Illinois         |
| NME      | Naval Hospital Care, New England              |
| NME      | U.S. Naval Hospital, Rota, Spanien            |
| NME      | U.S. Naval Hospital, Sigonella, Italien       |
| NME      | U.S. Naval Hospital, Neapel, Italien          |
| NME      | U.S. Naval Hospital, Guantanamo, Kuba         |
| NME      | U.S. Naval Hospital, Keflavík, Island         |

## Kommandobereich 2
- Navy Medicine National Capital Area (NAVMED NCA) in Bethesda, Maryland.
- Navy Medicine Support Command in Jacksonville, Florida

| Kommando   | Einheit                                                                            |
| ---------- | ---------------------------------------------------------------------------------- |
| NMSC       | Naval Medical Education and Training Command                                       |
| NMSC       | Naval School of Health Sciences, Portsmouth, Virginia                              |
| NMSC       | Naval School of Health Sciences, San Diego, Kalifornien                            |
| NMSC       | Academy of Health, Fort Sam Houston, Texas                                         |
| NMSC       | Naval Hospital Corps, Great Lakes, Illinois                                        |
| NMSC       | Naval Operational Medicine Institute, Pensacola, Florida                           |
| NMSC       | Fleet Hospital Operational Training Center, Camp Pendleton, Kalifornien            |
| NMSC       | Naval Aviation Medical Institute, Pensacola, Florida                               |
| NMSC       | Naval Survival Training Institute, Pensacola, Florida                              |
| NMSC       | Naval Undersea Medical Institute, Groton, Connecticut                              |
| NMSC       | Naval Surface Warfare Medicine Institute, San Diego, Kalifornien                   |
| NMSC       | Navy Environmental Health Center, Portsmouth, Virginia                             |
| NMSC       | Naval Environmental Health Dosimetry Center                                        |
| NMSC       | Disease Vector Ecology Center, Jacksonville, Florida                               |
| NMSC       | Navy Drug Screening Laboratory, Jacksonville, Florida                              |
| NMSC       | Navy Drug Screening Laboratory, Great Lakes, Illinois                              |
| NMSC       | Navy Drug Screening Laboratory, San Diego, Kalifornien                             |
| NMSC       | Naval Medical Logistics Command, Fort Detrick, Maryland                            |
| NMSC       | Naval Ophthalmic Support and Training Activity, Yorktown, Virginia                 |
| NMSC       | Navy Expeditionary Medical Support Command, Williamsburg, Virginia                 |
| NMSC       | Naval Health Research Center, San Diego, Kalifornien                               |
| NMSC       | Naval Aerospace Medical Research Laboratory                                        |
| NMSC       | Naval Submarine Medical Research Laboratory, New London and Groton, Connecticut    |
| NMSC       | Naval Health Research Center Det (Directed Energy Bio-Effects), San Antonio, Texas |
| NMSC       | Naval Health Research Center Det (Environmental Effects Lab), Dayton, Ohio         |
| NMSC       | Naval Medical Research Center, Silver Spring, Maryland                             |
| NMSC       | Naval Institute for Dental and Biomedical Research, Great Lakes, Illinois          |
| NMSC       | Naval Medical Center Research Unit 2, Jakarta, Indonesien                          |
| NMSC       | Naval Medical Research Unit 3, Kairo, Ägypten                                      |
| NMSC       | Naval Medical Research Center Detachment, Lima, Peru                               |
| NMSC       | Naval Medical Information Management Center, Bethesda, Maryland                    |
| NMSC       | Military Medical Support Office, Great Lakes, Illinois                             |
| NAVMED NCA | National Naval Medical Center, Bethesda, Maryland                                  |
| NAVMED NCA | Naval Medical Clinic, Annapolis, Maryland                                          |
| NAVMED NCA | Naval Medical Clinic, Patuxent River, Maryland                                     |
| NAVMED NCA | Naval Medical Clinic, Quantico, Virginia                                           |